# Talusan
Talusan ist eine philippinische Stadtgemeinde in der Provinz Zamboanga Sibugay auf der Insel Mindanao. Sie hat 29.969 Einwohner (Zensus 1. August 2015). Talusan wurde am 11. November 1977 gegründet.

## Geschichte
Im Oktober 2011 flohen tausende Einwohner vor Kämpfen zwischen Regierungstruppen und der MILF aus der Stadt.

## Baranggays
Talusan ist politisch in 14 Baranggays unterteilt.
- Aurora
- Baganipay
- Bolingan
- Bualan
- Cawilan
- Florida
- Kasigpitan
- Laparay
- Mahayahay
- Moalboal
- Poblacion (Talusan)
- Sagay
- Samonte
- Tuburan